# Revolution!
Revolution! — седьмой студийный альбом американской поп-рок-группы Paul Revere & the Raiders, выпущенный в 1967 году. Как и его предшественники, альбом был спродюсирован Терри Мелчером. Пластинка смогла занять 25 место в американском чарте и породила два сингла, попавших в top 40. Фото для обложки альбома было сделано на крыльце дома, расположенного на углу 15 улицы в городе Джоплин, штат Миссури.

## Об альбоме
| Оценки критиков | Оценки критиков |
| Источник        | Оценка          |
| --------------- | --------------- |
| Allmusic        | [ 1 ]           |

В качестве сессионных музыкантов в альбоме отметились Рай Кудер, Ван Дайк Паркс, Хэл Блейн и Глен Кэмпбелл.
Диск достиг 25 места в чарте Billboard 200.
В обзоре за 1967 год, Billboard назвал альбом «мощным посылом, который должен продолжить череду успехов в чартах». В качестве основных треков в этом альбоме он выделил «Him or Me (What’s It Gonna Be?)», «I Had a Dream», «Mo’reen» и «Tighter» и «Gone — Movin' On».
Редактор Allmusic Джек Рэбид написал: «Может Revolution! и не очередной нокаут как The Spirit of ’67, но тем не менее, наступает ему на пятки, во многом благодаря экспериментированию, но в пределах поп-структуры». Рэбид также охарактеризовал автора и исполнителя Марка Линдсея  «маленьким чудом» и «клеем, который держит то, что волей-неволей должно быть собрано в коллекцию».
В 1996 году, альбом был ремастирован лейблом Sundazed Records с четырьмя бонус-треками.

## Список композиций

### Оригинальный трек-лист
Авторы всех песен — Марк Линдсей и Терри Мелчер, кроме отмеченных.
1. «Him or Me (What’s It Gonna Be?)» — 2:50
2. «Reno» — 2:24
3. «Upon Your Leaving» — 3:12
4. «Mo’reen» — 2:30
5. «Wanting You» — 2:52
6. «Gone — Movin' On» — 2:34
7. «I Had a Dream» (Айзек Хейз, Линдсей, Мелчер, Дэвид Портер[англ.]) — 2:20
8. «Tighter» — 1:59
9. «Make It With Me» — 3:07
10. «Ain’t Nobody Who Can Do It Like Leslie Can» — 2:19
11. «I Hear a Voice» — 2:49

### Переиздание 1996 года
1. «Him or Me (What’s It Gonna Be?)» — 2:50
2. «Reno» — 2:24
3. «Upon Your Leaving» — 3:12
4. «Mo’reen» — 2:30
5. «Wanting You» — 2:52
6. «Gone — Movin' On» — 2:34
7. «I Had a Dream» (Айзек Хейз, Линдсей, Мелчер, Дэвид Портер[англ.]) — 2:20
8. «Tighter» — 1:59
9. «Make It With Me» — 3:07
10. «Ain’t Nobody Who Can Do It Like Leslie Can» — 2:19
11. «I Hear a Voice» — 2:49
12. «Ups and Downs» — 2:49 (Бонус-трек)
13. «Try Some of Mine» — 2:45 (Бонус-трек)
14. «Legend of Paul Revere» — 3:49 (Бонус-трек)

## Позиция в чартах
| Чарт (1967)        | Позиция |
| ------------------ | ------- |
| U.S. Billboard 200 | 25      |